# Lubawa
Lubawa  (udtale: |luˈbava| tysk: Löbau in Westpreußen, gammelpreussisk: Lūbawa), er en by i  voivodskabet Warmińsko-mazurskie og har 10.626(2021) indbyggere. Polen. Den ligger i  powiat  Iława (amt) ved Sandela-floden, omkring 18 km sydøst for Iława.

## Geografisk placering
Lubawa ligger i det historiske område Kulmerland, cirka 15 km nordøst for byen Nowe Miasto Lubawskie, 55 km  sydvest for byen Olsztyn og 115 km sydøst for det regionale centrum Gdańsk, i en højde på 145 moh.